# Eckes-Granini Group
Die Eckes AG ist die Konzernobergesellschaft der Eckes-Granini Group, eines Herstellers von Fruchtgetränken mit Sitz in Nieder-Olm. Eckes befindet sich seit der Gründung 1857 im Familienbesitz.

## Firmenstruktur
Die Eckes-Granini Group vertreibt Fruchtsäfte, Fruchtsaftgetränke, Fruchtsirupe, Smoothies und fruchthaltige Erfrischungsgetränke für den Lebensmittelhandel und die Gastronomie in mehr als 80 Ländern. Neben der Eckes-Granini Deutschland GmbH hat die Unternehmensgruppe Tochtergesellschaften in Frankreich, Dänemark, Schweden, Finnland, Spanien, Österreich, Ungarn, Litauen und der Schweiz und unterhält außerdem Vertriebspartnerschaften in vielen weiteren Ländern innerhalb und außerhalb Europas. Bekannte Marken wie Granini und Pago gehören zum Markenportfolio, aber auch viele nationale und regionale Marktführer, etwa Joker in Frankreich und SIÓ in Ungarn. Mit der in Deutschland, Österreich, der Schweiz und Ungarn bekannten Marke hohes C brachte Eckes-Granini in den 1950er Jahren den ersten trinkfertigen Orangensaft nach Deutschland.
Die Eckes AG agiert als Holding und fokussiert sich nach dem Verkauf des deutschen (im Jahr 2006) und des internationalen Spirituosengeschäfts (2007) auf das durch die Eckes-Granini Group repräsentierte Geschäft für fruchthaltige Getränke. Mit dem Erwerb der Marke Granini wurde 1994 die Eckes-Granini GmbH & Co. KG als eigenständige Gesellschaft für das Geschäft mit Säften und Fruchtgetränken gegründet.

## Ursprünge und Geschichte

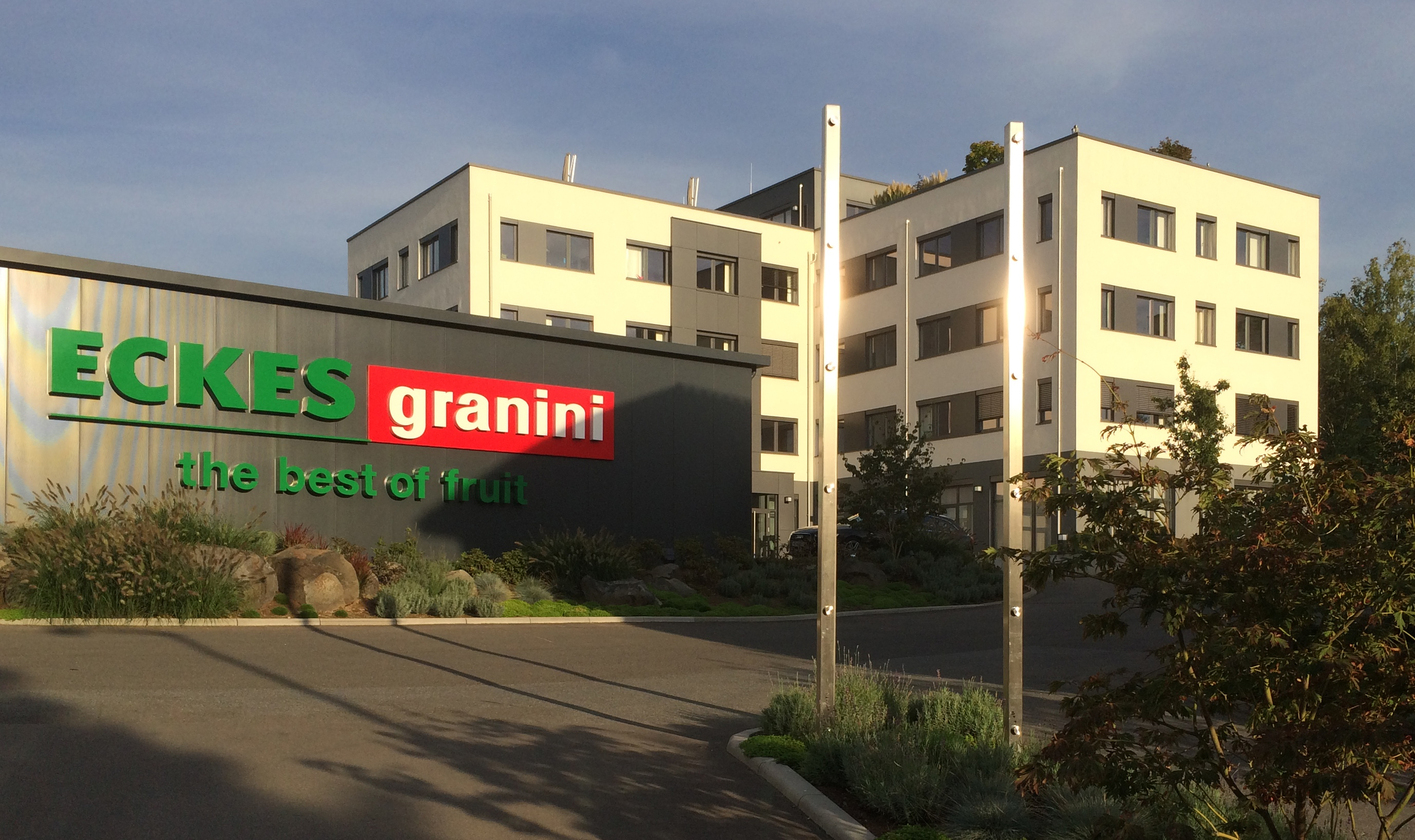
Zentrale der Eckes-Granini Group GmbH in Nieder-Olm

Die Geschichte des Unternehmens begann im rheinland-pfälzischen Nieder-Olm, wo der Spediteur und Landwirt Peter Eckes (1804–1873) im Jahr 1857 eine Destillerie mit Weinnebenprodukten gründete. Die Nachkommen von Peter Eckes erweiterten Landwirtschaft und Brennerei. Neben Spirituosenfabrikation und Herstellung von Weinbeeröl und Reinweinstein kam 1922 der Halbfabrikatverkauf zur Herstellung von Fertigerzeugnissen dazu. Ebenfalls in den 1920er Jahren begann das Unternehmen mit der Herstellung und Vermarktung von Fruchtsäften, basierend auf der Idee, die US-amerikanische Kultur des Orangensaftkonsums in Westdeutschland einzuführen. Ludwig Eckes gewann zu diesem Zweck Julius Koch, der damals das Institut für Obst- und Gemüseverwertung an der Forschungsanstalt Geisenheim leitete. Er baute ihm ein eigenes Institut für Getränkeforschung in Nieder-Olm. Im November 1957 wurde die Marke hohes C in das Warenzeichenregister eingetragen; die Markteinführung des ersten trinkfertigen Orangensafts in Flaschen folgte 1958.
Auch die Herstellung von Spirituosen wurde weiter verfolgt. So wurde unter Verwendung des Geburtsnamens der Ehefrau von Ludwig Eckes, Marianne Eckes-Chantré, als Marke (Chantré) eine der bekanntesten Weinbrandmarken vertrieben. 1961 wurde außerdem die Marke Zinn 40, eine klare Spirituose aus Wein, in den Handel eingeführt. Eine weitere Produktinnovation, die durch Eckes eingeführt wurde, ist das weinhaltige Getränk Criss, das 1974 ein neues Marktsegment eröffnete. 1988 wurde die Sorte hohes C mit Fruchtfleisch eingeführt. Nach der Wiedervereinigung Deutschlands kaufte Eckes den Traditionsbrenner Nordbrand aus Nordhausen (Nordhäuser Korn) und verlagerte einen Teil seiner Spirituosenproduktion. Viele Mitarbeiter mussten in die neuen Bundesländer wechseln oder sich eine neue Beschäftigung suchen. 1993 übernahm Eckes unter anderem SIÓ-Eckes (Ungarn). Ein Jahr später folgte die Übernahme von 74 Prozent an granini von der Melitta-Gruppe, 2006 die Gesamtübernahme. 1995 kaufte Eckes den italienischen Spirituosenhersteller Stock S.p.A. Die Tochtergesellschaft Eckes & Stock GmbH war in Deutschland, Österreich, Slowakei, Tschechien und Italien einer der führenden Markenspirituosen-Hersteller mit Marken wie Chantré, Mariacron, Grappa Julia und Stroh Inländer Rum. In der Folgezeit versuchte man, die bekannten Markennamen für die Einführung diverser internationaler Markenweinlinien zu nutzen. So entstanden Collection de Chantré (französische Weine), Mederaño de Freixenet (spanische Weine) und Passione di JULIA (italienische Weine). Über ein Joint Venture mit Freixenet vertrieb die Unternehmensgruppe darüber hinaus bis zum Jahr 2006 Cava in Deutschland. Zugleich wurden einige führende Safthersteller aus ganz Europa Teil der Eckes-Granini-Gruppe: Seit 2001 gehört Marli, Finnlands führende Fruchtsaftmarke, zu Eckes-Granini. Das französische Fruchtgetränk-Unternehmen Joker und die 1998 übernommene Gesellschaft Les Vergers d’Alsace bilden seit 2002 die Landesgesellschaft Eckes-Granini France. Im selben Jahr wurde in Österreich die Eckes-Granini Austria als 100-prozentige Tochtergesellschaft der Eckes-Granini-Gruppe gegründet.
Seit 2006 fokussiert sich das Unternehmen ausschließlich auf Fruchtsäfte und fruchthaltige Getränke, das deutsche Spirituosengeschäft wurde im November 2006 an die Rotkäppchen-Mumm Sektkellereien verkauft. Dabei handelte es sich teilweise um ein innerfamiliäres Geschäft, denn Rotkäppchen-Mumm gehört mehrheitlich der Familie Harald Eckes-Chantré. Im Jahr 2006 folgte die Akquisition des Fruchtsaftherstellers Elmenhorster in Litauen. Im Jahr 2007 veräußerte das Unternehmen den internationalen Teil des Spirituosengeschäfts an den Finanzinvestor Oaktree Capital Management. Damit stieg die Eckes-Granini Group komplett aus dem Spirituosengeschäft aus. Im selben Jahr erfolgte außerdem die Akquisition der Brämhults Juice, einem schwedischen Hersteller von Premium-Fruchtsaft.

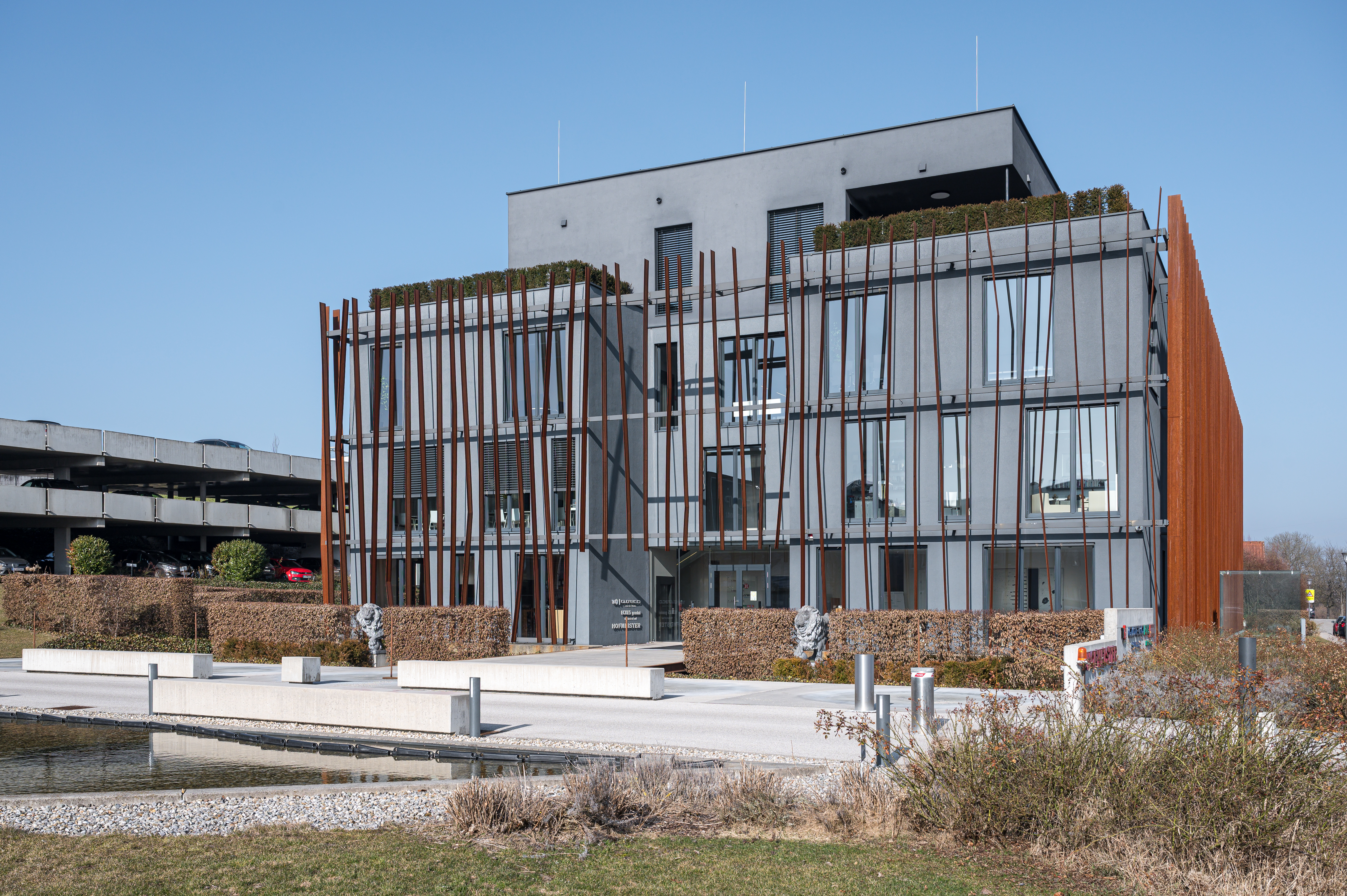
Österreichischer Firmensitz in Sankt Florian bei Linz

Ende 2012 erwarb das Unternehmen den österreichischen Fruchtsafthersteller Pago von der österreichischen Brau Union. Im Jahr 2016 übernahm die Eckes-Granini-Gruppe die Rynkeby Food in Dänemark und wurde zugleich Partner und Hauptsponsor der internationalen Charity-Radsportinitiative Team Rynkeby: 2002 waren elf Rynkeby-Mitarbeiter mit dem Rad nach Frankreich gestartet, um die letzte Etappe der Tour de France anzusehen und auf dem Weg Spenden zu sammeln. Dabei kamen 5000 Euro zusammen, die an die Kinderkrebsstation des Universitätsklinikums in Odense gespendet wurden. Inzwischen starten mehr als 2000 Freizeitsportler in 59 Teams aus Dänemark, Schweden, Finnland, Norwegen, von den Färöer-Inseln, aus Island, Deutschland und der Schweiz zur jährlichen Sternfahrt nach Paris. Seit Gründung der Initiative wurden Spendengelder in Höhe von mehr als 75 Millionen Euro erreicht. 2018 startete erstmals das Team Rynkeby-hohes C von der Unternehmenszentrale in Nieder-Olm nach Paris und sammelte Spendengelder für die Deutsche Kinderkrebsstiftung. In der Saison 2020/21 nahmen erstmals Mitarbeitende aus sämtlichen Landesgesellschaften der Unternehmensgruppe teil.
Mitte 2018 erwarb die Eckes-Granini Group 35 % der Anteile an dem Smoothie-Produzenten true fruits. Im März 2021 erwarb Eckes-Granini eine Minderheitsbeteiligung von 49 % am 2015 gegründeten fränkischen Ingwershot-Startup Curameo, dem Marktführer im deutschen Shotsegment, und der zugehörigen Bio-Marke Kloster Kitchen, im Juli 22 wurde dieser Anteil an die Altgesellschafter zurückverkauft.
Im Dezember 2024 erwarb Eckes-Granini 100 Prozent des Fruchtsaftkonzentrat-Hersteller Wolfgang Jobmann aus Hamburg, welcher unter anderem die Marken Oranka und Frisco produziert.

## Marken und Produkte
Stand 2024 bietet Eckes-Granini ausschließlich Fruchtsäfte bzw. darauf basierende Produkte an. Zum Portfolio gehören unter anderem Granini (20 %) und Pago (7 %) sowie nationale und regionale Marken wie hohes C (20 %) in Deutschland, Österreich, der Schweiz und Ungarn, Joker (13 %) in Frankreich, YO (3 %) in Österreich, Deutschland und Tschechien, God Morgon (8 %), Brämhults (3 %) und Rynkeby (6 %) in den nordischen Ländern, Marli (3 %) in Finnland, SIÓ (3 %) in Ungarn, Elmenhorster (1 %) in Litauen und Mehukatti (< 1 %) in Finnland. (Anteile des Gesamtumsatzes 2021, soweit aufgeschlüsselt, in Klammern)

## Kontroversen
Die Verbraucherzentrale Hamburg verlieh Anfang 2025 Granini Trinkgenuss Orange, einem Produkt der Eckes-Granini Group, den Negativpreis „Mogelpackung des Jahres 2024“. Der Hersteller hätte den Fruchtsaftgehalt um die Hälfte gekürzt, indem er Wasser und Zucker zusetzte, den Preis jedoch beibehielt. Laut Fruchtsaft- und Erfrischungsgetränkeverordnung darf Trinkgenuss statt als Fruchtsaft nur noch als Fruchtnektar in den Handel gebracht werden.
In einer Stellungnahme Anfang 2025 widersprach Eckes-Granini diesem Sachverhalt: Eckes-Granini hat von Beginn an das beanstandete Produkt als eigenständiges Angebot innerhalb der Nektar-Range neu auf den Markt gebracht und somit der Fruchtsaft- und Erfrischungsgetränkeverordnung entsprochen. Die Zusammensetzung von Nektaren ist gesetzlich geregelt und muss in der Zutatenliste angegeben werden. Dies gilt sowohl für die Zutaten und Inhaltsstoffe als auch für die Füllgröße. Alle Angaben sind auf dem Produktetikett des Produktes transparent aufgeführt und kenntlich gemacht worden.